# Ніден
Ніден (нім. Nieden) — громада в Німеччині, розташована в землі Мекленбург-Передня Померанія. Входить до складу району Передня Померанія-Грайфсвальд. Складова частина об'єднання громад Юкер-Рандов-Таль.
Площа — 6,49 км2. Населення становить 158 ос. (станом на 31 грудня 2020).